# ساماکا
ساماکا (انگلیسی: Samacá) نام شهری در کشور کلمبیا است.